# Tabanus tinctus
Tabanus tinctus is een vliegensoort uit de familie van de dazen (Tabanidae). De wetenschappelijke naam van de soort is voor het eerst geldig gepubliceerd in 1850 door Walker.